# Jelašinovci
Jelašinovci (en serbe cyrillique : Јелашиновци) est un village de Bosnie-Herzégovine. Il est situé dans la municipalité de Sanski Most, dans le canton d'Una-Sana et dans la fédération de Bosnie-et-Herzégovine. Selon les premiers résultats du recensement bosnien de 2013, il compte 86 habitants.

## Géographie
Le village est situé au pied du mont Grmeč.

## Démographie

### Évolution historique de la population dans la localité
| 1948 | 1953 | 1961  | 1971 | 1981 | 1991 | 2013 |
| ---- | ---- | ----- | ---- | ---- | ---- | ---- |
| -    | -    | 1 037 | 943  | 764  | 597  | 86   |

|  |

### Communauté locale
En 1991, la communauté locale de Jelašinovci comptait 1 773 habitants, répartis de la manière suivante :